# Naši nejlepší
Naši nejlepší („Unsere Besten“) byl seriál televizních pořadů vysílaný německou veřejnoprávní televizí ZDF v listopadu 2003, podobný seriálu BBC 100 největších Britů.
Hlasující mohli vybírat pouze z daného seznamu (obsahujícího více než tři sta osobností), ze soutěže byly vyloučeny některé pro účely soutěže politicky nepohodlné osobnosti jako Adolf Hitler či Erich Honecker. Naopak Karl Marx, zakladatel komunismu, se v soutěži směl umístit na třetím místě. Další kontroverze vyvolalo zařazení některých osobností, které považují za své příslušníky i jiné národy (např. Mikuláš Koperník či Wolfgang Amadeus Mozart).
Osobnosti, které se probojovaly do finálové desítky nejctěnějších osobností, obdržely každá svého obhájce (prezentátora), většinou novináře, kteří měli za úkol před závěrečným hlasováním vysvětlit práci a význam svého favorita.
Ze soutěže vyšel vítězně první kancléř SRN, Konrad Adenauer, spolutvůrce německého hospodářského zázraku (Wirtschaftswunder) po druhé světové válce.
Advokát/Osobnost
- Guido Knopp / Konrad Adenauer
- Margot Käßmann / Martin Luther
- Gregor Gysi / Karl Marx
- Alice Schwarzer / Sophie a Hans Schollovi
- Friedrich Nowottny / Willy Brandt
- Götz Alsmann / Johann Sebastian Bach
- Peter Sodann / Johann Wolfgang von Goethe
- Wolf von Lojewski / Johannes Gutenberg
- Helmut Markwort / Otto von Bismarck
- Nina Ruge / Albert Einstein

## Finálový seznam
1. Konrad Adenauer (1876–1967)
2. Martin Luther (1483–1546)
3. Karl Marx (1818–1883)

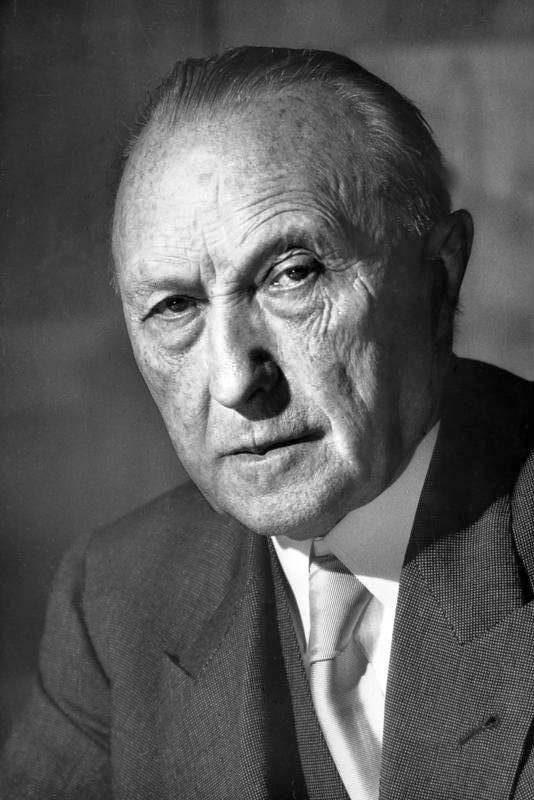
Konrad Adenauer

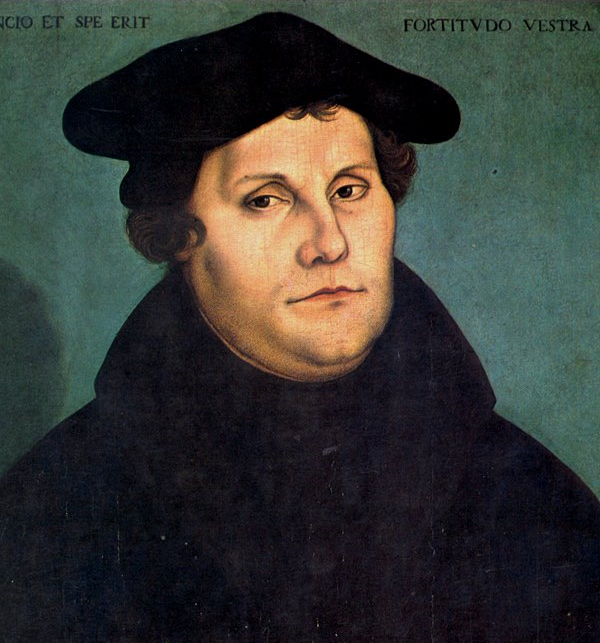
Martin Luther

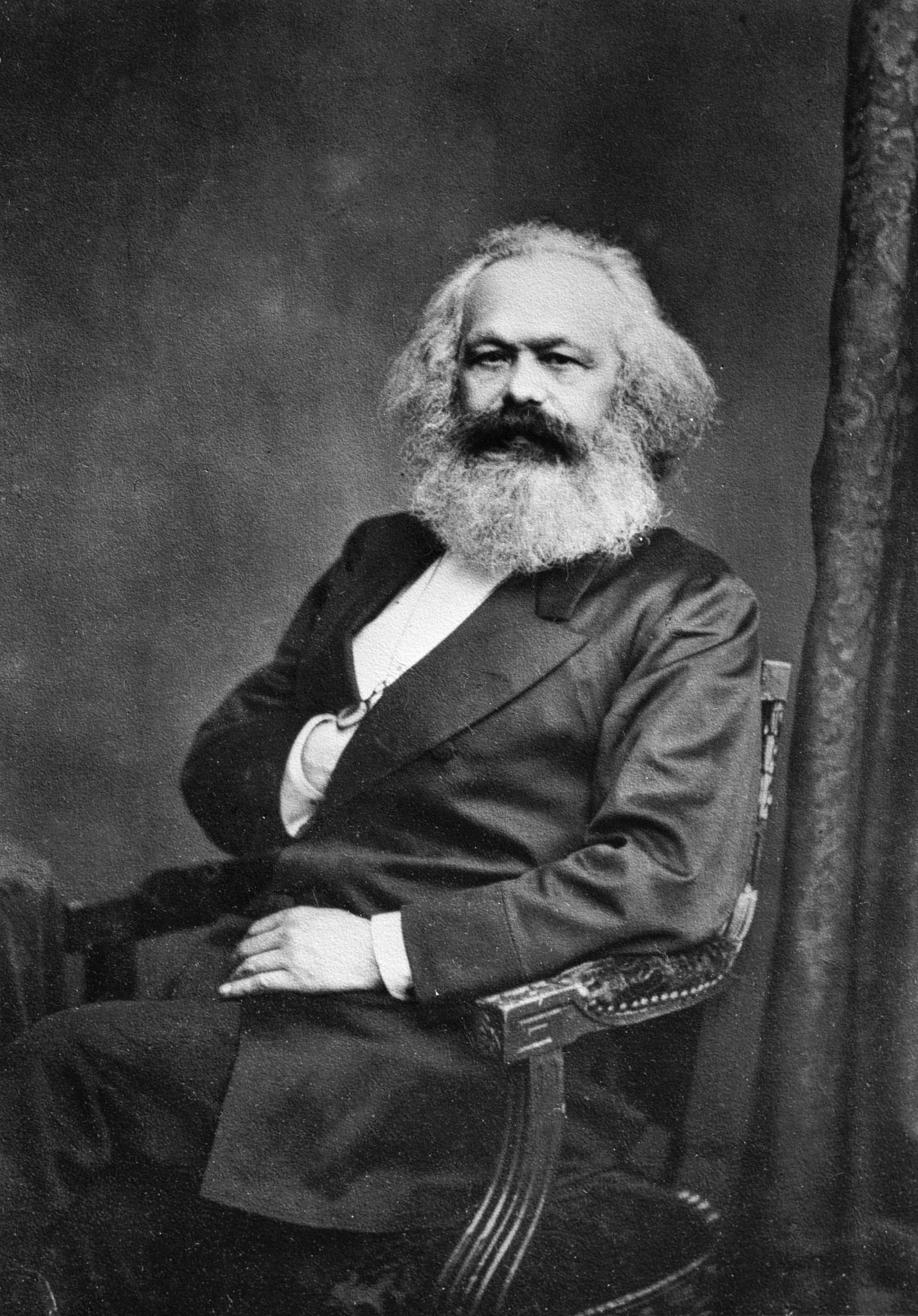
Karl Marx

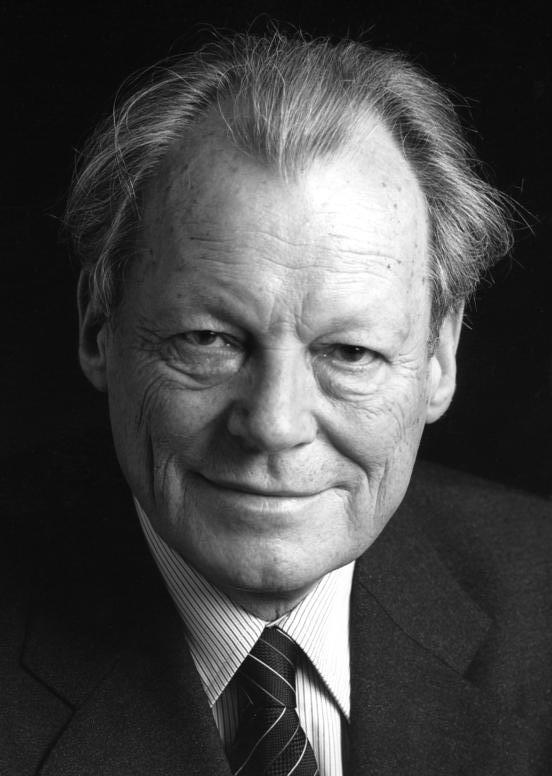
Willy Brandt

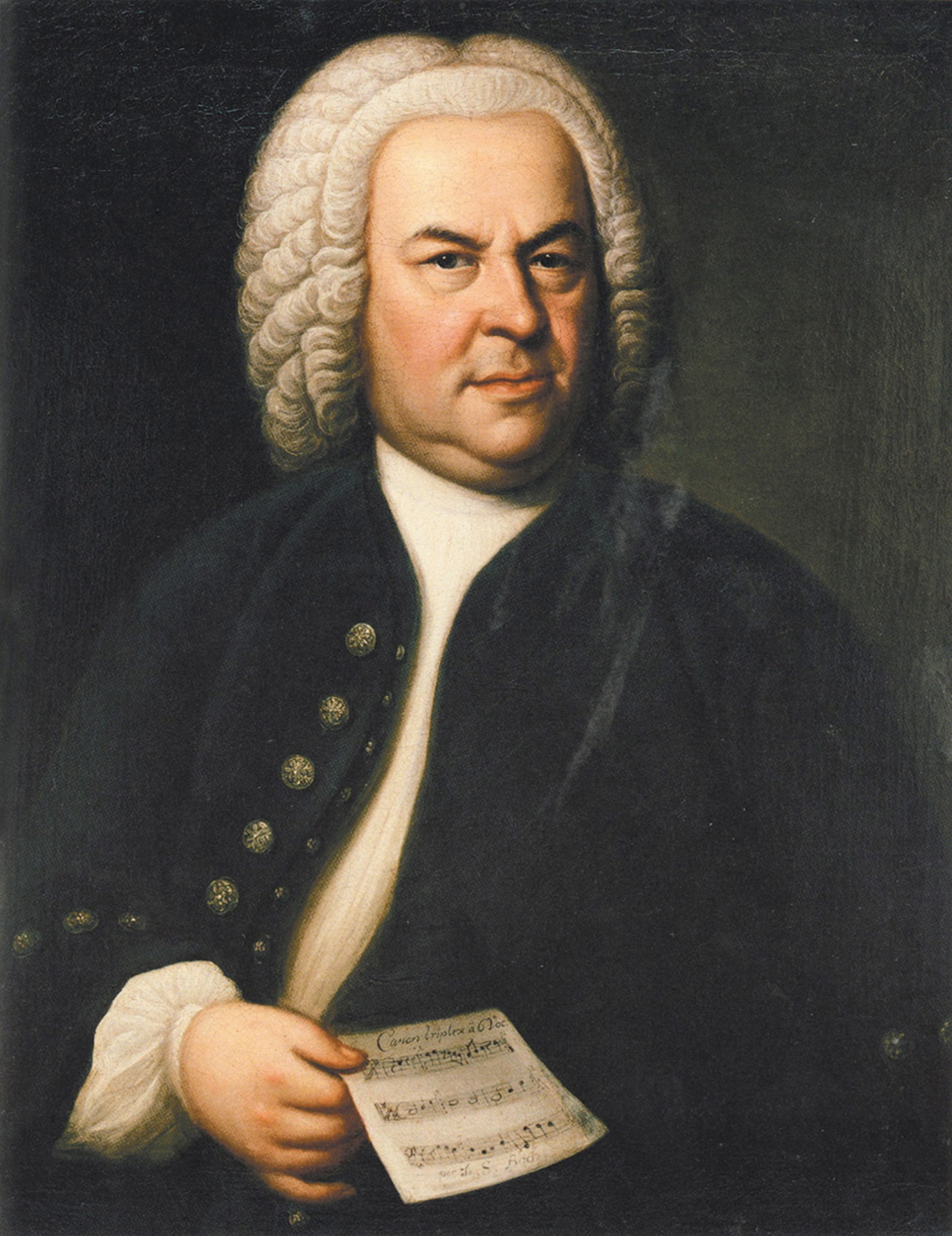
Johann Sebastian Bach

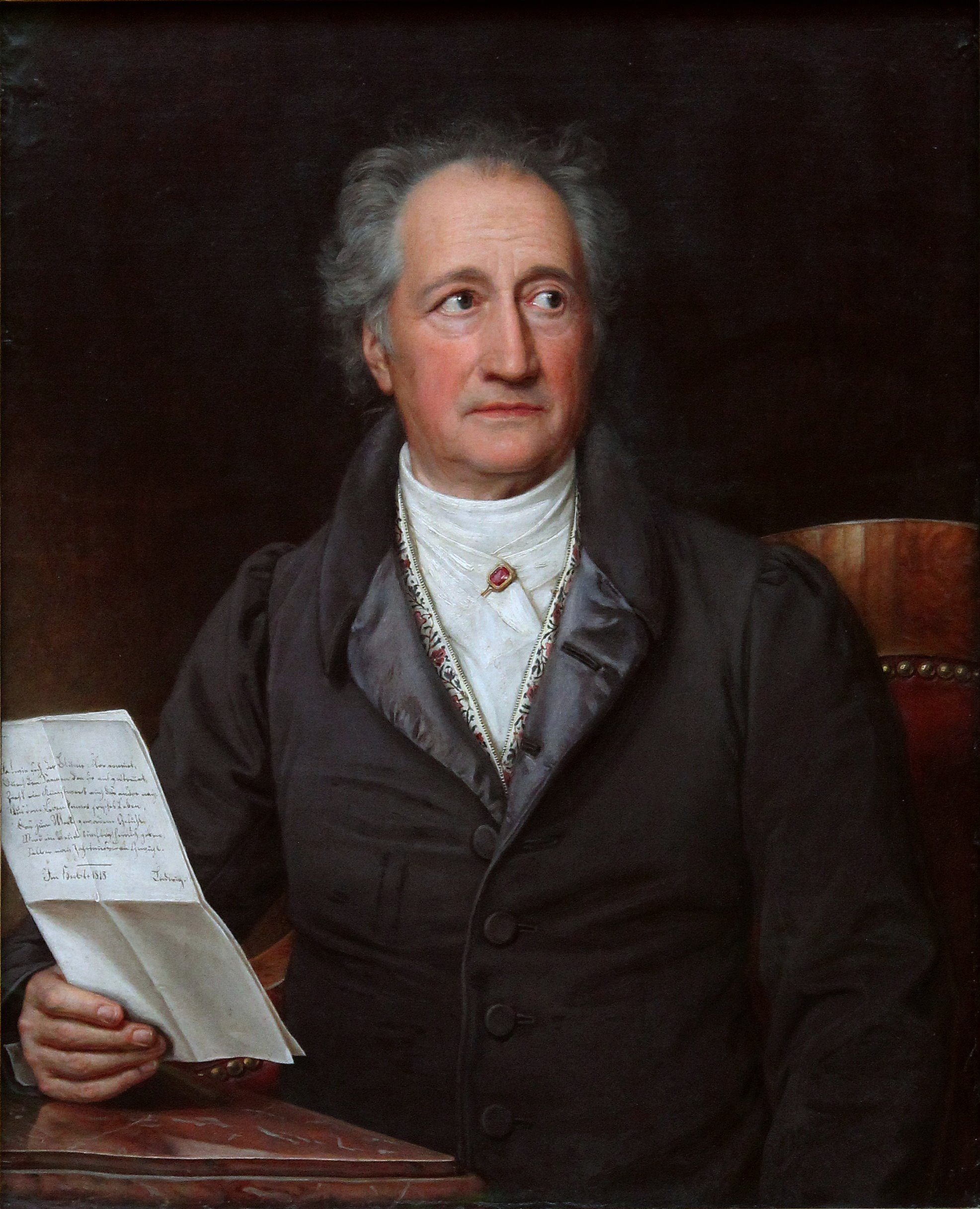
Johann Wolfgang Goethe

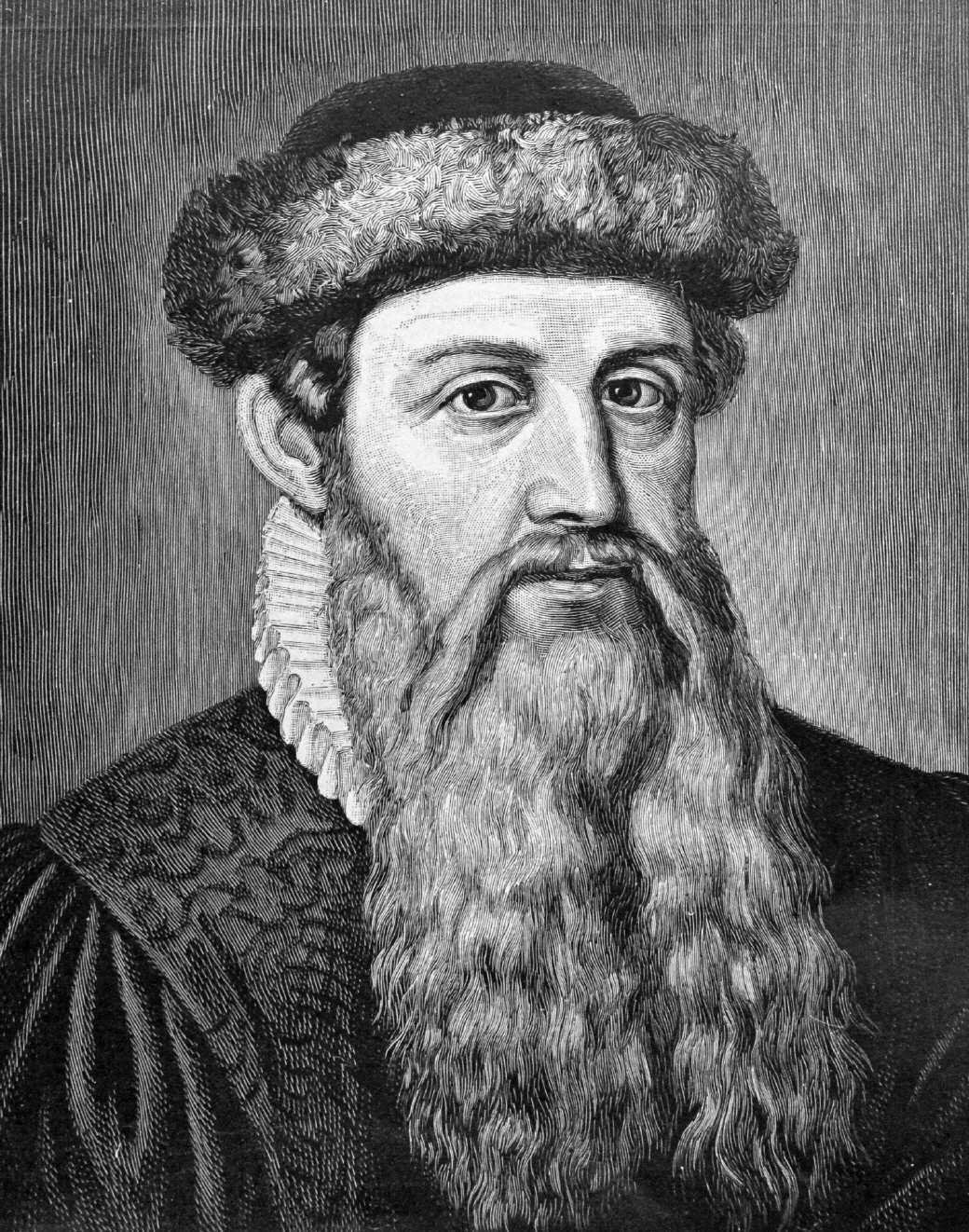
Johannes Gutenberg

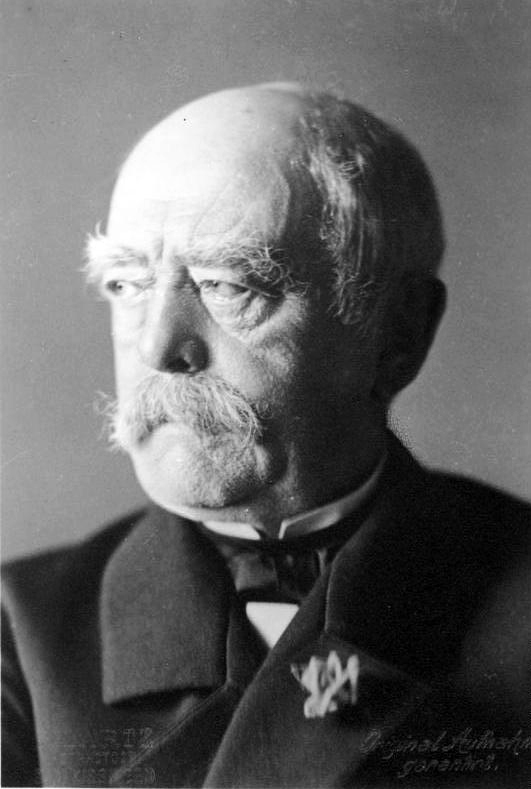
Otto von Bismarck

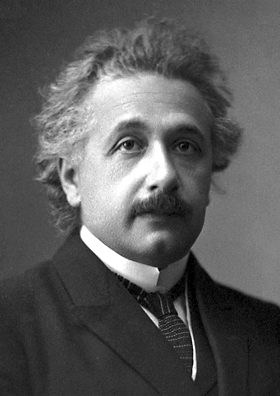
Albert Einstein

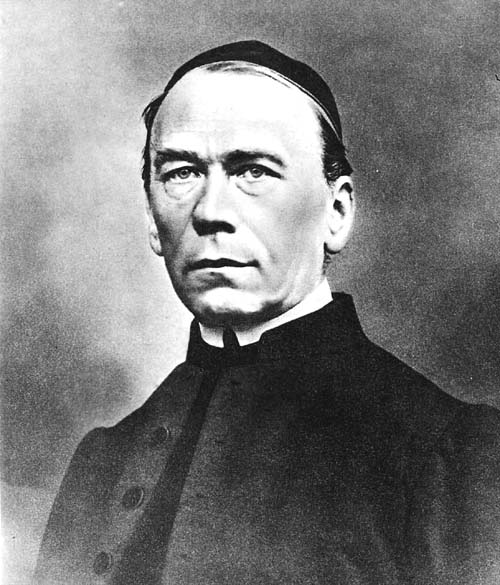
Adolph Kolping

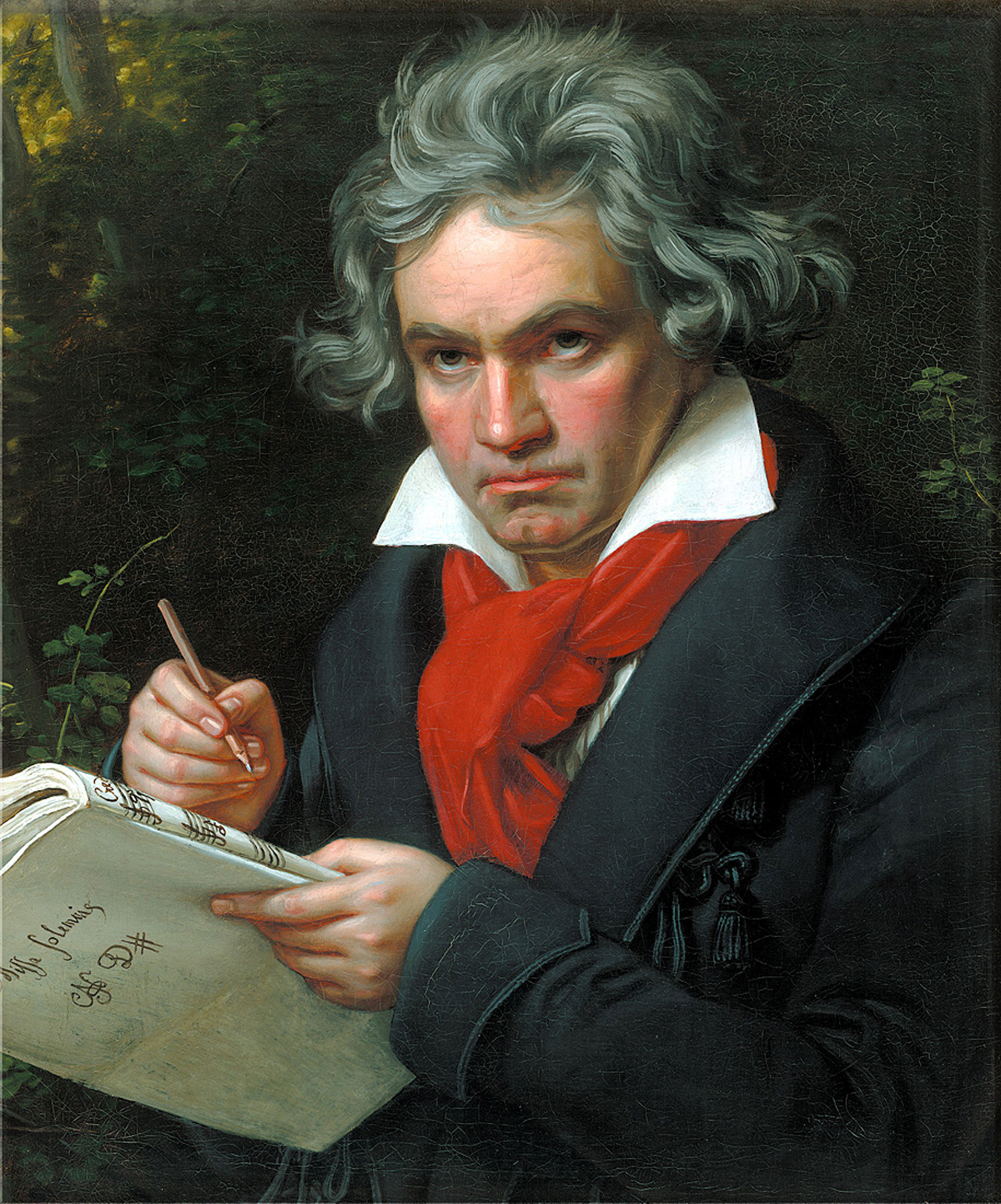
Ludwig van Beethoven

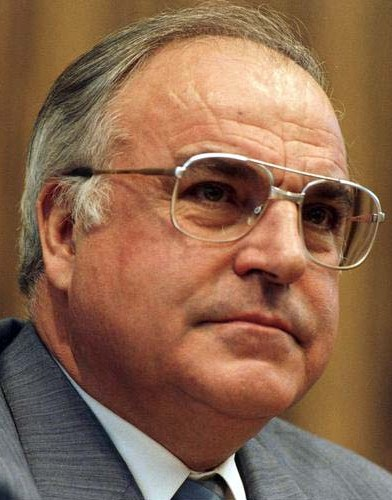
Helmut Kohl

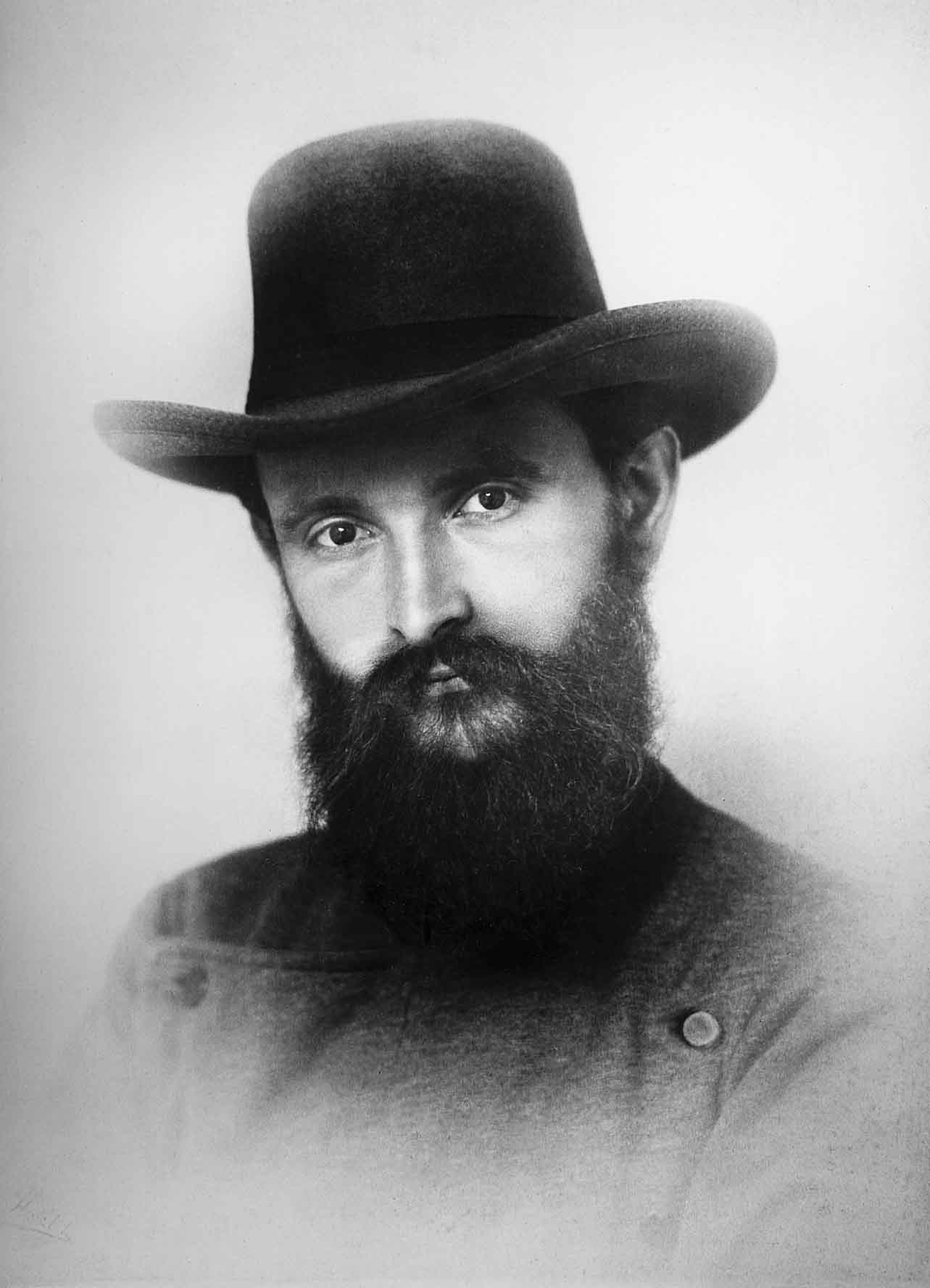
Robert Bosch

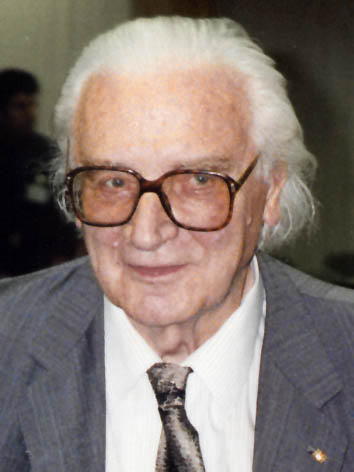
Konrad Zuse

4. Sophie Schollová (1921–1943) a Hans Scholl (1918–1943)
5. Willy Brandt (1913–1992)
6. Johann Sebastian Bach (1685–1750)
7. Johann Wolfgang von Goethe (1749–1832)
8. Johannes Gutenberg (1400–1468)
9. Otto von Bismarck (1815–1898)
10. Albert Einstein (1879–1955)
11. Adolph Kolping (1813–1865)
12. Ludwig van Beethoven (1770–1827)
13. Helmut Kohl (1930–2017)
14. Robert Bosch (1861–1942)
15. Daniel Küblböck (* 1985)
16. Konrad Zuse (1910–1995)
17. Josef Kentenich (1885–1968)
18. Albert Schweitzer (1875–1965)
19. Karlheinz Böhm (1928–2014)
20. Wolfgang Amadeus Mozart (1756–1791)
21. Helmut Schmidt (1918–2015)
22. Regine Hildebrandt (1941–2001)
23. Alice Schwarzer (* 1942)
24. Thomas Gottschalk (* 1950)
25. Herbert Grönemeyer * 1956)
26. Michael Schumacher (* 1969)
27. Ludwig Erhard (1897–1977)
28. Wilhelm Conrad Röntgen (1845–1923)
29. Günther Jauch (* 1956)
30. Dieter Bohlen (1954)
31. Jan Ullrich (* 1973)
32. Steffi Grafová (* 1969)
33. Samuel Hahnemann (1755–1843)
34. Dietrich Bonhoeffer (1906–1945)
35. Boris Becker (* 1967)
36. Franz Beckenbauer (* 1945)
37. Oskar Schindler (1908–1974)
38. Nena (* 1960)
39. Hans-Dietrich Genscher (1927–2016)
40. Heinz Rühmann (1902–1994)
41. Harald Schmidt (* 1957)
42. Fridrich II. Veliký (1712–1786)
43. Immanuel Kant (1724–1804)
44. Patrick Lindner (* 1960)
45. Hartmut Engler (* 1961)
46. Hildegard von Bingen (1098–1179)
47. Heino (* 1938)
48. Richard von Weizsäcker (1920–2015)
49. Claus Schenk von Stauffenberg (1907–1944)
50. Marlene Dietrichová (1901–1992)
51. Robert Koch (1843–1910)
52. Joschka Fischer (* 1948)
53. Karel May (1842–1912)
54. Vicco von Bülow (1923–2011)
55. Albert Veliký (1200–1280)
56. Rudi Völler (* 1960)
57. Heinz Erhardt (1909–1979)
58. Roy Black (1943–1991)
59. Heinz-Harald Frentzen (* 1967)
60. Wolfgang Apel (* 1951)
61. Alexander von Humboldt (1769–1859)
62. Peter Kraus (* 1939)
63. Wernher von Braun (1912–1977)
64. Dirk Nowitzki (* 1978)
65. Campino (* 1962)
66. Franz Josef Strauss (1915–1988)
67. Sebastian Kneipp (1821–1897)
68. Friedrich Schiller (1759–1805)
69. Richard Wagner (1813–1883)
70. Katarina Wittová (* 1965)
71. Fritz Walter (1920–2002)
72. Nicole (* 1964)
73. Friedrich von Bodelschwingh (1831–1910)
74. Otto Lilienthal (1848–1896)
75. Marion Dönhoffová (1909–2002)
76. Thomas Mann (1875–1955)
77. Hermann Hesse (1877–1962)
78. Romy Schneider (1938–1982)
79. Sven Hannawald (* 1974)
80. Alžběta Bavorská (1837–1898)
81. Willy Millowitsch (1909–1999)
82. Gerhard Schröder (* 1944)
83. Joseph Beuys (1921–1986)
84. Friedrich Nietzsche (1844–1900)
85. Rudi Dutschke (1940–1979)
86. Karl Lehmann (1936–2018)
87. Beate Uhse (1919–2001)
88. Trümmerfrauen („rubble women“)
89. Carl Friedrich Gauss (1777–1855)
90. Helmut Rahn (1929–2003)
91. Albrecht Dürer (1471–1528)
92. Max Schmeling (1905–2005)
93. Karl Benz (1844–1929)
94. Fridrich II. (1194–1250)
95. Reinhard Mey (* 1942)
96. Heinrich Heine (1797–1856)
97. Georg Elser (1903–1945)
98. Konrad Duden (1829–1911)
99. James Last (1929–2015)
100. Uwe Seeler (1936–2022)
101. Jenny de la Torre Castro (* 1954)
102. Erich Gutenberg (1897–1984)
103. Emanuel Lasker (1868–1941)
104. Rudolf Steiner (1861–1925)
105. Edith Stein (1891–1942)
106. Farin Urlaub (* 1963)
107. Xavier Naidoo (* 1971)
108. Mikuláš Koperník (1473–1543)
109. Adam Riese (1492–1559)
110. Gottlieb Daimler (1834–1900)
111. Erich Kästner (1899–1974)
112. Rosa Luxemburgová (1871–1919)
113. Bertolt Brecht (1898–1956)
114. Theodor Heuss (1884–1963)
115. Ota I. Veliký (912–973)
116. Sigmund Freud (1856–1939)
117. Christine Licci (* 1964)
118. Wilhelm Busch (1832–1908)
119. Hildegard Hamm-Brücher (1921–2016)
120. Udo Lindenberg (* 1946)
121. Eugen Drewermann (* 1940)
122. Ferdinand Sauerbruch (1875–1951)
123. Peter Maffay (* 1949)
124. Joseph kardinál Frings (1887–1978)
125. Silke Fritzen (* 1984)
126. Max Planck (1858–1947)
127. Johannes Rau (1931–2006)
128. Jacob a Wilhelm Grimmové (1785–1863 a 1786–1859)
129. Karl Friedrich Hieronymus von Münchhausen (1720–1797)
130. Vilém II. Pruský (1859–1941)
131. Rudolf Augstein (1923–2002)
132. Heinrich Böll (1917–1985)
133. Ralf Schumacher (* 1975)
134. Anne Franková (1929–1944)
135. Fridrich I. Barbarossa (1122–1190)
136. Sigmund Jähn (1937–2019)
137. Franziska van Almsicková (* 1978)
138. Clemens August von Galen (1878–1946)
139. Ludvík II. Bavorský (1845–1886)
140. Carl Zeiss (1816–1888)
141. Hildegard Knef (1925–2002)
142. Levi Strauss (1829–1902)
143. Sepp Herberger (1897–1977)
144. Klaus Kinski (1926–1991)
145. Werner von Siemens (1816–1892)
146. Ferdinand Porsche (1875–1951)
147. Peter Scholl-Latour (1924–2014)
148. August Heinrich Hoffmann von Fallersleben (1798–1874)
149. Siegfried and Roy (* 1939 a 1944)
150. Christoph Langen (* 1962)
151. Michelle (* 1974)
152. Manfred von Ardenne (1907–1997)
153. Gottfried Wilhelm Leibniz (1646–1716)
154. Arthur Schopenhauer (1788–1860)
155. Kurt Tucholsky (1890–1935)
156. Karl (1920–2014) a Theo Albrecht (1922–2010)
157. Joseph Ratzinger (papež Benedikt XVI.) (* 1927)
158. Werner Heisenberg (1901–1976)
159. Harald Juhnke (1929–2005)
160. Till Eulenspiegel
161. Götz George (1938–2016)
162. Rudolf Diesel (1858–1913)
163. Stefan Raab (* 1966)
164. Hans Albers (1891–1960)
165. Nina Hagen (* 1954)
166. Johannes Kepler (1571–1630)
167. Hans Rosenthal (1925–1987)
168. Rupert Neudeck (1939–2016)
169. Dieter Hildebrandt (1927–2013)
170. Marie-Theres Kroetz Relin (* 1966)
171. Kilian Saum (* 1958)
172. Hans Söllner (* 1955)
173. Gregor Gysi (* 1948)
174. Arminius
175. Günter Grass (1927–2015)
176. Inge Meysel (1910–2004)
177. Hans Hartz (1943–2002)
178. Karl Lagerfeld (* 1933)
179. Oliver Kahn (* 1969)
180. Gerd Müller (1945–2021)
181. Ferdinand von Zeppelin (1838–1917)
182. Nicolaus Otto (1832–1891)
183. Grete Schickedanz (1911–1984)
184. Klára Zetkinová (1857–1933)
185. Hannah Arendtová (1906–1975)
186. Roman Herzog (1934–2017)
187. Hermann Oberth (1894–1984)
188. Karl Valentin (1882–1948)
189. Frank Schöbel (* 1942)
190. Jakob Fugger (1459–1525)
191. Henry Maske (* 1964)
192. Helmut Zacharias (1920–2002)
193. Michael Ballack (* 1976)
194. Bernhard Grzimek (1909–1987)
195. Richard Strauss (1864–1949)
196. Edmund Stoiber (* 1941)
197. Klaus Störtebeker (cca 1370–1401)
198. Peter Frankenfeld (1913–1979)
199. Mildred Scheel (1932–1985)
200. Claudia Schiffer (* 1970)